# 奧圖·賓斯汪格

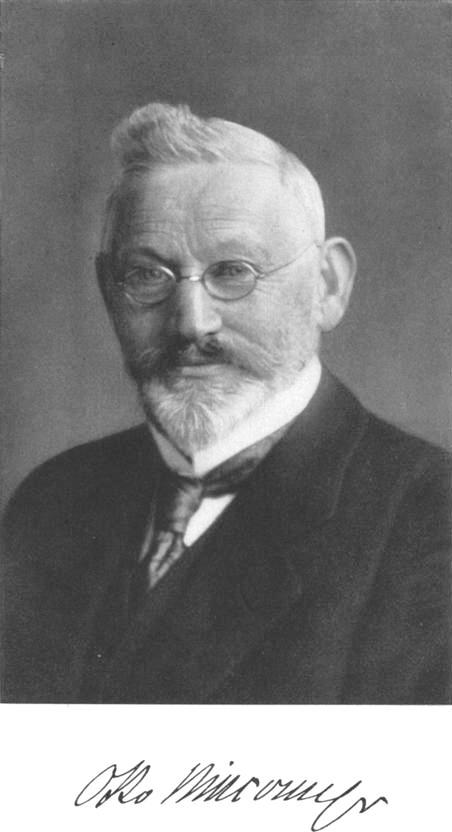
奧圖·賓斯汪格的肖像與簽名。

奧圖·路德維希·賓斯汪格（1852年10月14日—1929年7月15日）是一位瑞士精神病學家和神經學家，也是德國哲學家弗里德里希·尼采的心理醫師之一。賓斯汪格出生於家庭醫生世家，其父創建的魯林根療養院（Kreuzlingen Sanatorium）是當時歐洲少數以精神分析取向治療的療養院之一，叔叔則是存在主義療法的主要推動者。
1877年，賓斯汪格在取得醫學學位後在維也納成為神經病理學家奧多爾·梅涅特的助手，之後又到哥廷根，在精神病學家路德維希·邁耶的精神病診所工作。賓斯汪格在1880年受柏林夏赫特醫院精神與神經專科醫師卡爾·韋斯特法爾任命為主任醫師，並在1882年至1919年於耶拿大學擔任心理學教授。
賓斯汪格一生中共出版100多本書，內容主要是關於癲癇和歇斯底里方面的研究，他的姓被用來命名一種小血管性癡呆，即賓斯汪格病。他在1904年與神經學家恩斯特·西馬林合著精神病學教科書，其病人包括德國哲學家尼采、作家漢斯·法拉達與政治家約翰尼斯·貝歇爾等。